# Viola bocquetiana
Viola bocquetiana är en violväxtart som beskrevs av S. Yildirimli. Viola bocquetiana ingår i släktet violer, och familjen violväxter. Inga underarter finns listade i Catalogue of Life.